# Aline Pailler
Aline Pailler (ur. 27 lipca 1955 w Casablance) – francuska dziennikarka i działaczka związkowa, eurodeputowana IV kadencji.

## Życiorys
Z zawodu dziennikarka telewizyjna i radiowa. Została także etatową działaczką Powszechnej Konfederacji Pracy. W okresie 1994–1999 z ramienia Francuskiej Partii Komunistycznej była deputowaną do Parlamentu Europejskiego IV kadencji, pełniła funkcję wiceprzewodniczącej frakcji eurokomunistycznej. W wyborach miejskich w Tuluzie w 2001 kandydowała natomiast z rekomendacji Rewolucyjnej Ligi Komunistycznej. Po odejściu z PE zajęła się działalnością producencką, pracując dla stacji radiowej France Culture.